# موشيه آرنز
موشيه آرنز (بالعبرية: משה ארנס) (ولد في ليتوانيا في 27 ديسمبر 1925) هو سياسي إسرائيلي، كان عضواً في حزب الليكود ودخل الكنيست نائباً عن ذلك الحزب عدة مرات (الكنيست رقم 8 - 9 - 10 - 11 - 12 - 15) وخدم كوزير للدفاع ثلاث مرات وفي مناصب عليا أخرى في إسرائيل.
هاجر إلى الولايات المتحدة مع عائلته عام 1939 وحصل على الجنسية الأمريكية، وخدم في جيش الولايات المتحدة بين الأعوام 1944-1946 . في 1948 هاجر إلى إسرائيل وانضم إلى مليشيات الأرغون، كما انخرط في السياسة. دخل الكنيست لأول مرة كنائب عن حزب الليكود عام 1973. وفي وقت لاحق أصبح رئيس لجنة الخارجية والدفاع في الكنيست. في عام 1981 قام مناحيم بيغن والذي كان رئيس الوزراء الإسرائيلي في ذلك الوقت بتعيينه سفيراً لدى الولايات المتحدة. لكنه ترك ذلك المنصب ليتولى منصب وزير الدفاع لأول مرة عام 1983 خلفاً لأرييل شارون. عام 1984 تولى منصب وزير بلا وزارة في حكومة الوحدة الوطنية. وفي أواخر عام 1988 عينه رئيس الوزراء الإسرائيلي حينها إسحق شامير في منصب وزير الخارجية، حيث بقي آرنز في ذلك المنصب حتى يونيو 1990 عندما نقله شامير من ذلك المنصب ليتولى من جديد وزارة الدفاع التي بقي فيها هذه المرة حتى 1992 عندما خسر الليكود الانتخابات. بعد تلك الهزيمة الانتخابية تقاعد آرنز من السياسة حتى عام 1999 عندما نافس بنيامين نتنياهو على رئاسة الليكود، ورغم خسارة آرنز في تلك المنافسة فقد عينه نتنياهو -رئيس الوزراء حينها- في منصب وزير الدفاع للمرة الثالثة وذلك في أوائل عام 1999 خلفاً لإسحق مردخاي. لكن موشيه آرنز عاد وتقاعد من العمل السياسي بشكل دائم عقب خسارة الليكود في انتخابات عام 1999.

## حياته وسياسته
انخرط موشي آرنز في العديد من الخلايا والجماعات في إسرائيل قبل دخوله معترك السياسة.
يحمل آرنز شهادة عليا في هندسة الطيران من الولايات المتحدة، حيث أنه في السنوات ما بين 1951-1957 أقام في الولايات المتحدة من أجل الدراسة. عمل أستاذاً لموضوع هندسة الطيران في «التخنيون» (كلية الهندسة التطبيقية) بين عامي 1957-1962 .كما عمل في منصب نائب المدير العام في الصناعة الجوية الإسرائيلية بين عامي 1962-1971. وهو يتحدث اللغات العبرية، الإنكليزية، الفرنسية والألمانية.
من الناحية السياسية اعتبر موشيه آرنز من أقطاب اليمين في حزب الليكود وأحد أكثر المتشددين ضد العرب.

## وصلات خارجية
- موشيه آرنز على موقع مونزينجر (الألمانية)
- موشيه آرنز على موقع إن إن دي بي (الإنجليزية)

- صفحة موشيه آرنز في موقع الكنيست الإسرائيلي